# 松岡大介
松岡 大介（まつおか だいすけ、1977年3月14日 - ）は、日本の男性声優。神奈川県出身。ベストポジション所属。

## 来歴
1997年、俳協演劇研究所卒業。2010年3月まで東京俳優生活協同組合に所属していた。

## 人物
趣味・特技は写真撮影、江戸弁、ダジャレ、サイクリング、映画鑑賞、ダンス（タップ・ジャズ）、殺陣、ランニング、カバティ、ボクシング。
免許・資格は普通自動車免許。
声種はハイバリトン。

## 出演

### テレビアニメ
2004年
- BLEACH（笠城平蔵、メダゼピ、ニルゲ・パルドゥック、厳牙、氷輪丸〈龍〉、バッティカロア 他）

2005年
- 銀盤カレイドスコープ（円山）

2006年
- コヨーテ ラグタイムショー
- 彩雲国物語（老臣、高官）
- 009-1（ボーイ、スピーカー）
- NIGHT HEAD GENESIS（田河洋介、生田、黒川、山村、警備員、曽根崎の父）
- ワンワンセレプー それゆけ!徹之進（黒金太蔵）

2007年
- AYAKASHI（小島先生）
- 鋼鉄神ジーグ（壬魔使）
- ご愁傷さま二ノ宮くん（茶店のおじさん）
- シャイニング・ティアーズ・クロス・ウィンド（ロウエン）
- 素敵探偵ラビリンス（権藤和彦）
- 鉄子の旅（車内アナウンス）
- 地球へ…（教官、アドス）
- バンブーブレード（小沢）
- ひぐらしのなく頃に解（医者、市長、男、山狗、職員、村民、監査員）
- もえたん（黒服）
- もやしもん（UFO研）
- レンタルマギカ（ゲーティア部下、建御名方神、従者、幹部）

2008年
- あまつき（侍）
- 純情ロマンチカ（オヤジ）
- Mission-E（男、幹部）
- ヤッターマン（第2作）（助監督、秘書、司会者、ガードマン、ビリビリー、ひらり父）

2009年
- うみねこのなく頃に（川畑船長）
- テガミバチ（アンの父）

2010年
- ソ・ラ・ノ・ヲ・ト（マルティン）

2012年
- 獣旋バトル モンスーノ（ジョン・エース）

2016年
- ディバインゲート（アオトの父）

2023年
- BLEACH 千年血戦篇-訣別譚-（氷輪丸）

### 劇場アニメ
- 劇場版BLEACH The DiamondDust Rebellion もう一つの氷輪丸（2007年、氷輪丸）
- パッテンライ!! 〜南の島の水ものがたり〜（2008年）[5]

### OVA
- KITE LIBERATOR（1998年、須甲）
- GUNDAM EVOLVE（2005年、地上兵、雑兵 下塁愚々） - 2作品[一覧 1]
- サクラ大戦 ニューヨーク・紐育（2007年、紐育の人々）

### Webアニメ
- FLAG（2006年、管制官、カメラマン）

### ゲーム
1996年
- ドラゴンフォース

2005年
- アーマード・コア ラストレイヴン
- eM -eNCHANT arM-（オーディン）
- GENJI（平鍬鬼盛俊）

2006年
- 天誅 千乱

2007年
- 喧嘩番長2 フルスロットル（藤村将人）

2011年
- 戦律のストラタス（奥寺寛）

2013年
- X・A・O・C 〜ザオック〜（東道・大男）

2016年
- シノビナイトメア（ゴンザ）
- 誰ガ為のアルケミスト（ドン・タラス）

2018年
- A3!（碓氷岬、野球場の観客、医者、ガイの上司）

2019年
- クイズRPG 魔法使いと黒猫のウィズ（シャシャ・シォン）

### ラジオ
ラジオドラマ
- VOMIC
  - スイッチガール（田宮賢治）
  - まつりスペシャル（ハニー・ギャング）

### ドラマCD
- アニメ店長VS店長候補生 バージョンA 兄沢、愛の暴走!編（G店長）
- びんちょうタン（揚げ物屋、料理人）
- 劇場版BLEACH The DiamondDust Rebellion もう一つの氷輪丸 ドラマCD 氷原に死す（氷輪丸、甘味屋の主人）
- BLOOD ALONE

### 吹き替え

#### 映画
- アレックス・ライダー
- イエスタデイ 沈黙の刻印（ユン・ソク隊長）
- インプット -記憶-（ポール・ケイン）
- エディット・ピアフ〜愛の讃歌〜
- 王妃マリー・アントワネット ※NHK版
- 片腕ドラゴン（キム）※ソフト版
- 千年湖（ビ・ハラン将軍（チョン・ジュノ））
- その名にちなんで
- 沈黙の報復
- デトネーター ※ソフト版
- ハイウェイマン
- パパラッチ
- 秘密のミラクル・マジシャン
- フルタイム・キラー（ログ・ガンホァ）
- プロジェクトV 史上最悪のダム災害（オルモ）
- ボビー
- ボルベール〈帰郷〉

#### ドラマ
- オザークへようこそ（カミノ・デル・リオ〈イーサイ・モラレス〉）
- CSI:科学捜査班
- 新酔拳（ワン・チータイ）
- 神鵰侠侶（武敦儒）
- 裸足の青春（メジュ）

### ボイスオーバー
- ナショナルジオグラフィック シリーズ

### テレビドラマ
- 日本のシンドラー杉原千畝物語 六千人の命のビザ
- 百鬼夜行抄（蝸牛の式神の声）

### 特撮
- Kawaii! JeNny（Mr.クラウンの声、巨大ロボダイカイテンの声）
- ゴジラ FINAL WARS（ニューヨークの警官の吹き替え）[3]

### ナレーション
- クラシカHOTリポート・TOP20
- 競馬場の達人
- RIDE ON 22

### CM
- 逆転検事（CMナレーション）
- TBSラジオ（CMナレーション）
- ブルードラゴン プラス（CMナレーション）

### イベント
- SECURITY SHOW 2005（イメージキャラクター防マン）

### 舞台
- 思い出のブライトンビーチ（ジャック）
- 早春スケッチブック（沢田竜彦）
- 法王庁の避妊法（古井半三郎）

### シリーズ一覧
1. ↑  『8』『14』（2005年）